# Pedicularis yezoensis
Pedicularis yezoensis är en snyltrotsväxtart som beskrevs av Carl Maximowicz. Pedicularis yezoensis ingår i släktet spiror, och familjen snyltrotsväxter. Utöver nominatformen finns också underarten P. y. pubescens.

## Bildgalleri

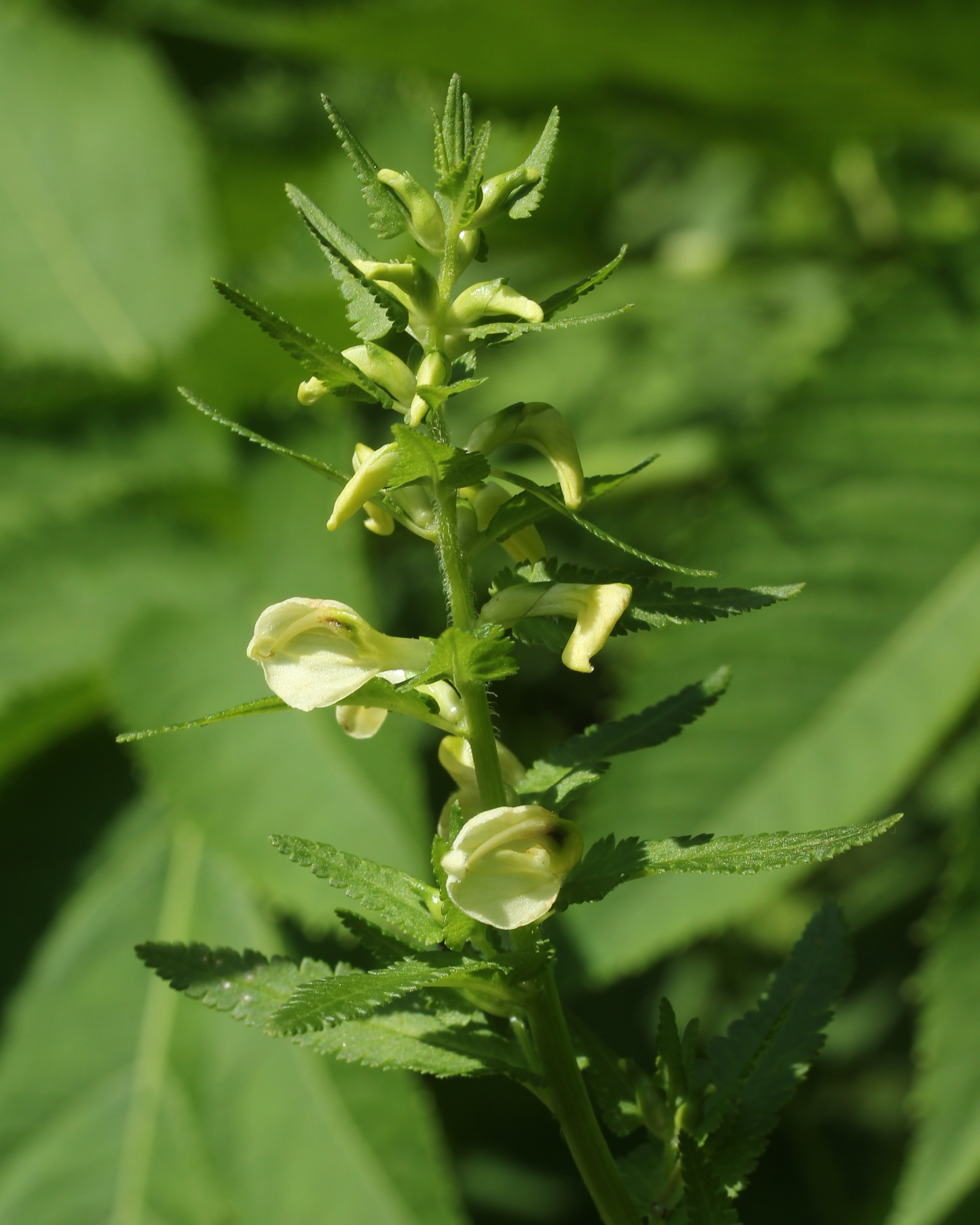
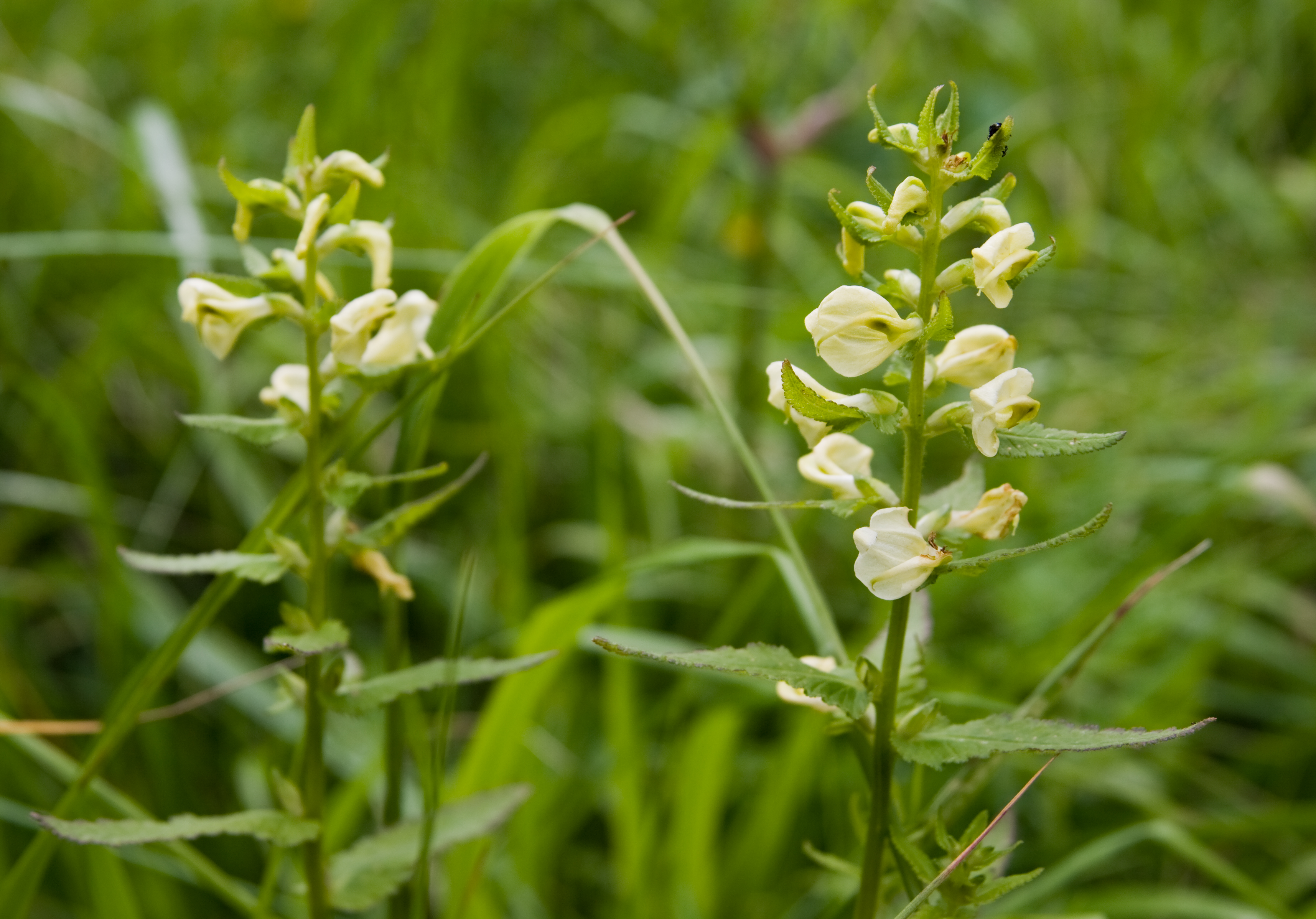
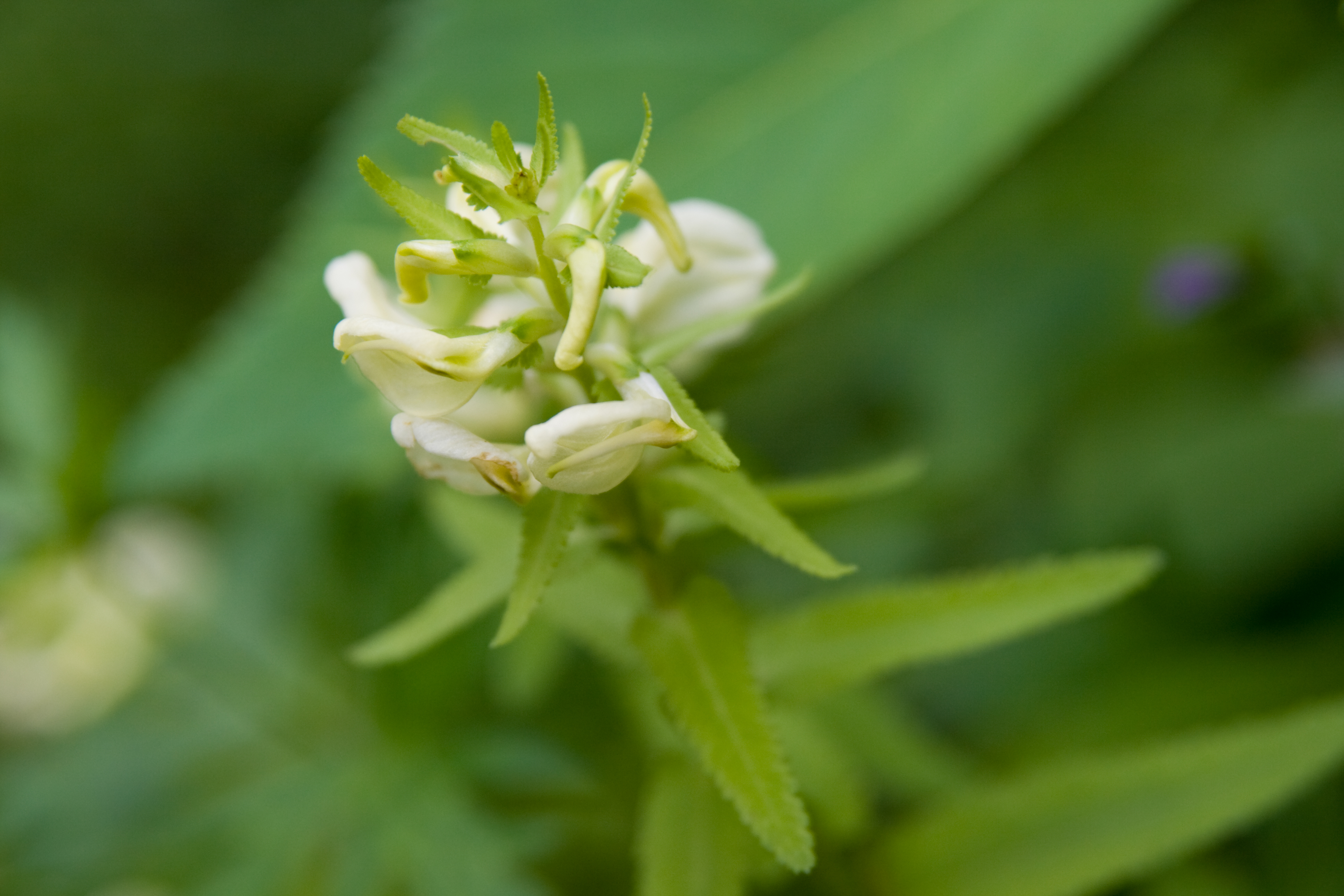
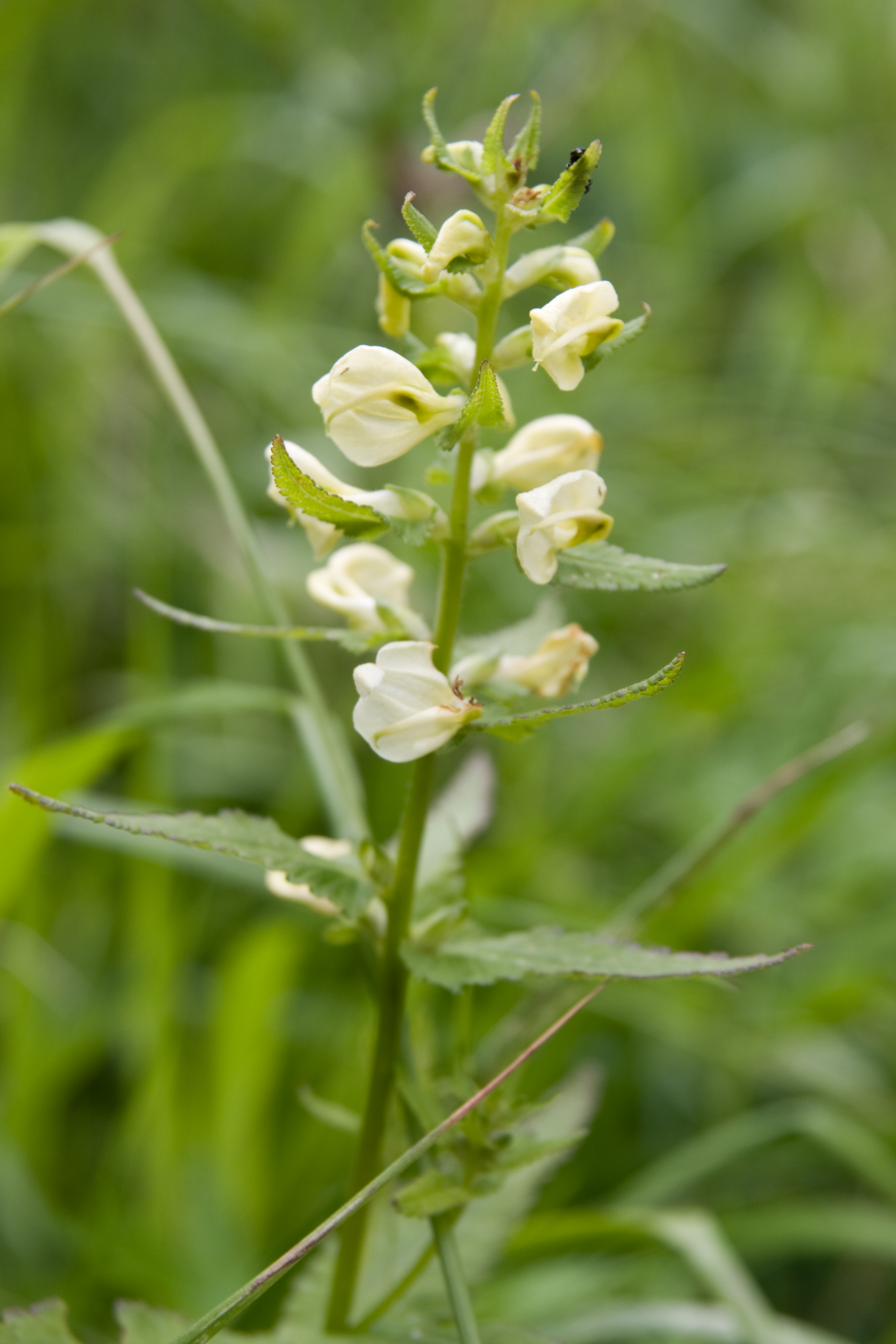
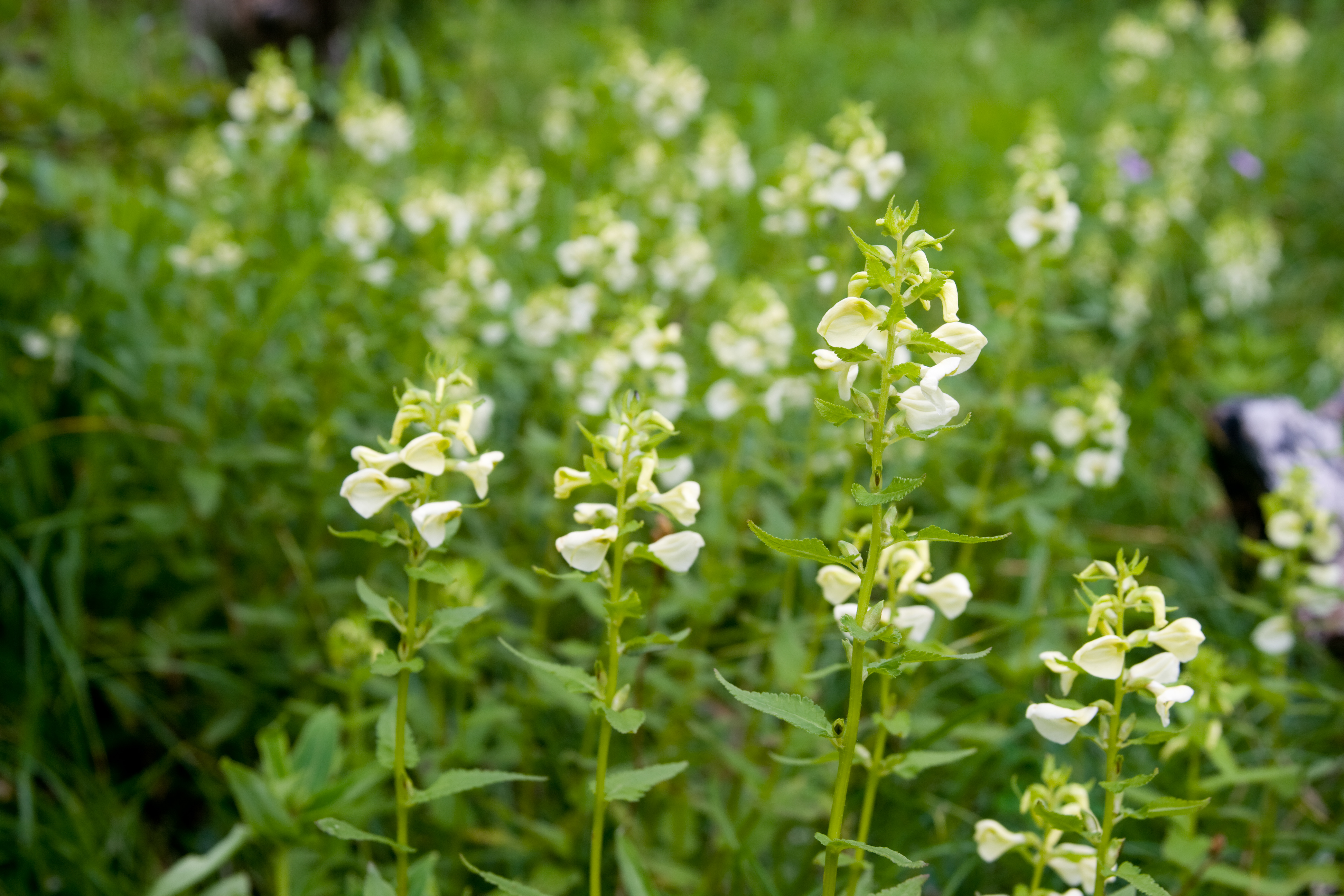
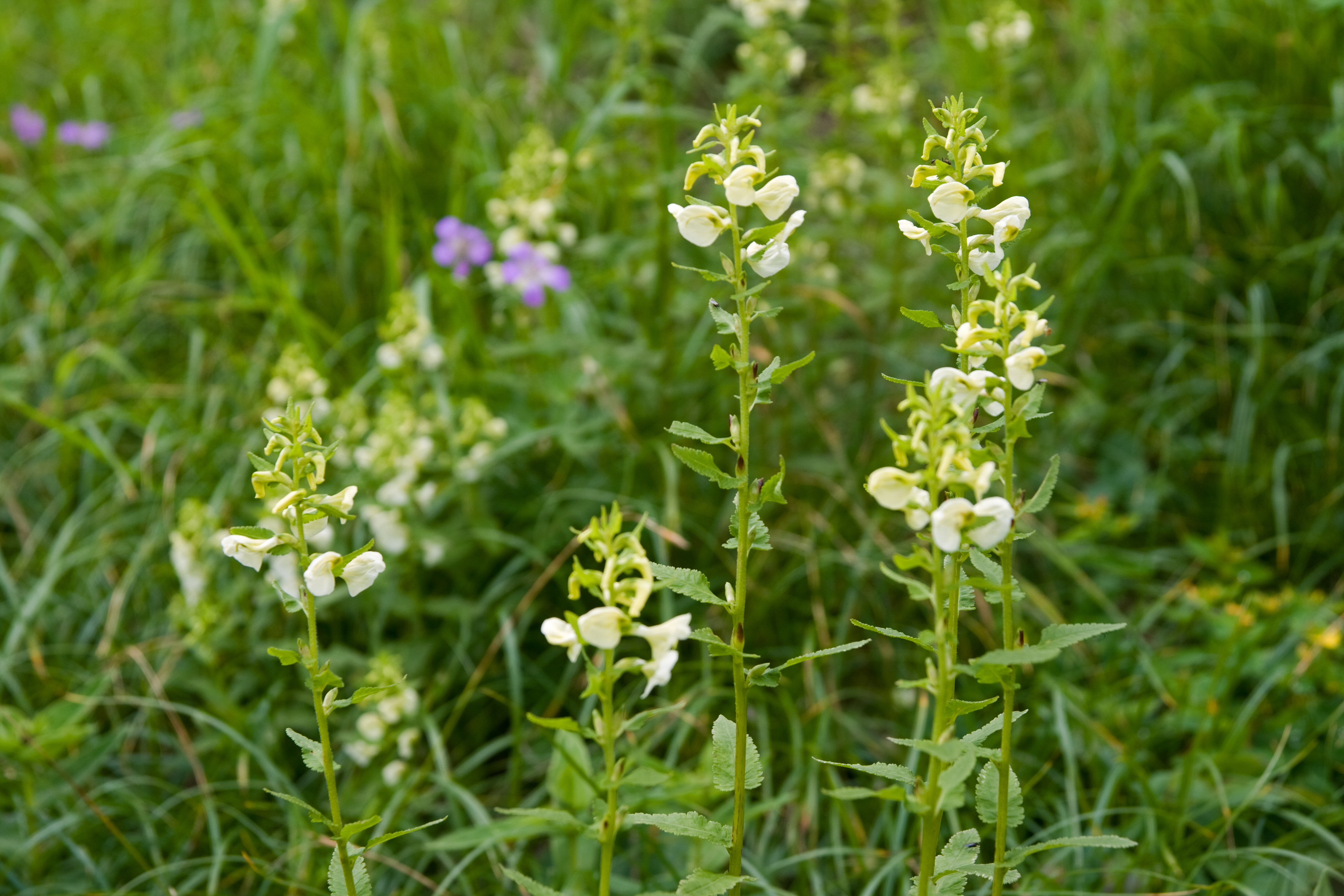